# Courante
De courante is een oude Franse dans die veelal voorkomt als onderdeel van  suites, en als nadans ('tripla') vaak op de allemande volgt. 
Het is een snelle dans geschreven in een driedelige maatsoort, bijvoorbeeld een 6/4-maat met veel achtste noten. Het komt vaak voor dat de opmaat van de courante uit drie achtste noten bestaat. Dit blijkt ongebruikelijk wanneer men kijkt naar muziekstukken met opmaat. De meeste muziekstukken hebben een opmaat van een of twee noten.
De dans is verwant aan de Italiaanse 'corrente', die meestal iets sneller wordt uitgevoerd. 
De bloeitijd van de courante lag in de tweede helft van de 17e eeuw in Frankrijk.
|  |